# El Señor de los Anillos (serial radiofónico de 1981)
En 1981 la BBC Radio emitió una adaptación en serial radiofónico de la novela El Señor de los Anillos, del escritor británico J. R. R. Tolkien. Jane Morgan y Penny Leicester se encargaron de la dirección y producción, mientras que los guiones fueron escritos por Brian Sibley y Michael Bakewell. Si bien éstos siguen la historia del libro en casi todos los aspectos, el propio Sibley dijo que «no hay forma de acercarse exitosamente a la presentación dramática de esta historia».
La novela fue dividida en veintiséis episodios con una duración aproximada de media hora cada uno, siendo emitidos los domingos a las doce del mediodía entre marzo y agosto de 1981. La adaptación fue reeditada al año siguiente, agrupando los episodios en tan solo trece de una hora de duración que fueron emitidos los sábados a las 15:30 entre julio y octubre.
En 2002, alentada por el éxito de la trilogía cinematográfica de El Señor de los Anillos dirigida por Peter Jackson, la BBC editó ligeramente la adaptación y la emitió de nuevo, publicándola también en casete y CD.

## Reparto
| - Narrador: Gerard Murphy - Frodo Bolsón: Ian Holm - Gandalf: Michael Hordern - Aragorn: Robert Stephens - Samsagaz Sam Gamyi: Bill Nighy - Meriadoc Merry Brandigamo: Richard O'Callaghan - Peregrin Pippin Tuk: John McAndrew - Legolas: David Collings - Gimli: Douglas Livingstone - Boromir: Michael Graham Cox - Galadriel: Marian Diamond - Celeborn: Simon Cadell - Arwen Undómiel: Sonia Fraser - Saruman: Peter Howell - Elrond: Hugh Dickson - Bilbo Bolsón: John Le Mesurier - Gollum/Sméagol: Peter Woodthorpe - Théoden: Jack May - Gríma: Paul Brooke - Éowyn: Elin Jenkins - Éomer: Anthony Hyde - Faramir: Andrew Seear - Bárbol: Stephen Thorne | Ian Holm, quien prestó su voz al personaje de Frodo Bolsón.El actor Bill Nighy interpretó al personaje de Sam Gamyi. - Denethor: Peter Vaughan - Señor de los Nazgûl: Philip Voss - Boca de Sauron: John Rye - Glorfindel: John Webb - Haldir: Haydn Wood - Gamelin: Patrick Barr - Háma: Michael Spice - Éothain y Lotho Sacovilla-Bolsón: John Livesy - Halbarad: Martin Reed - Beregond: Christopher Scott - Ioreth: Pauline Letts - Gwaihir: Alexander John - Radagast: Donald Gee - Hamfast Gamyi: John Church - Ted Arenas y Snaga: Gordon Reid - Rosita Coto: Kathryn Hurlbutt - Maggot: John Bott - Lobelia Sacovilla-Bolsón: Diana Bishop - Uglúk: Brian Haines - Shagrat: Chris Fairbank - Gorbag: David Sinclair - Déagol: Graham Faulkner - Ella-Laraña: Jenny Lee |  |

## Listado de episodios

### Versión de 1981
| N.º | Título                           | Emisión     |
| --- | -------------------------------- | ----------- |
| 1   | «The Long Awaited Party»         | 8 de marzo  |
| 2   | «The Shadow of the Past»         | 15 de marzo |
| 3   | «The Black Riders»               | 22 de marzo |
| 4   | «Trouble at The Prancing Pony»   | 29 de marzo |
| 5   | «The Knife in the Dark»          | 5 de abril  |
| 6   | «The Council of Elrond»          | 12 de abril |
| 7   | «The Fellowship of the Ring»     | 19 de abril |
| 8   | «The Mines of Moria»             | 26 de abril |
| 9   | «The Mirror of Galadriel»        | 3 de mayo   |
| 10  | «The Breaking of the Fellowship» | 10 de mayo  |
| 11  | «The Riders of Rohan»            | 17 de mayo  |
| 12  | «Treebeard of Fangorn»           | 24 de mayo  |
| 13  | «The King of the Golden Hall»    | 31 de mayo  |

| N.º | Título                          | Emisión      |
| --- | ------------------------------- | ------------ |
| 14  | «Helm's Deep»                   | 7 de junio   |
| 15  | «The Voice of Saruman»          | 14 de junio  |
| 16  | «The Black Gate Is Closed»      | 21 de junio  |
| 17  | «The Window on the West»        | 28 de junio  |
| 18  | «Minas Tirith»                  | 5 de julio   |
| 19  | «Shelob's Lair»                 | 12 de julio  |
| 20  | «The Siege of Gondor»           | 19 de julio  |
| 21  | «The Battle of Pelennor Fields» | 26 de julio  |
| 22  | «The Houses of Healing»         | 2 de agosto  |
| 23  | «Mount Doom»                    | 9 de agosto  |
| 24  | «The Return of the King»        | 16 de agosto |
| 25  | «Homeward Bound»                | 23 de agosto |
| 26  | «The Grey Havens»               | 30 de agosto |

### Versión de 1982
| N.º | Título                           | Emisión          |
| --- | -------------------------------- | ---------------- |
| 1   | «The Shadow of the Past»         | 17 de julio      |
| 2   | «The Black Riders»               | 24 de julio      |
| 3   | «The Knife in the Dark»          | 31 de julio      |
| 4   | «The Ring Goes South»            | 7 de agosto      |
| 5   | «The Mirror of Galadriel»        | 14 de agosto     |
| 6   | «The Breaking of the Fellowship» | 21 de agosto     |
| 7   | «The King of the Golden Hall»    | 28 de agosto     |
| 8   | «The Voice of Saruman»           | 4 de septiembre  |
| 9   | «The Two Towers»                 | 11 de septiembre |
| 10  | «The Choices of Master Samwise»  | 18 de septiembre |
| 11  | «The Battle of Pelennor Fields»  | 25 de septiembre |
| 12  | «Mount Doom»                     | 2 de octubre     |
| 13  | «The Grey Havens»                | 9 de octubre     |